# 翠波峰
翠波峰（すいはみね）は、愛媛県四国中央市にある山。標高900m。石鎚山脈の北東部に出た支脈である法皇山脈東部にある。
双耳状に東西2つの峰を持つ。東峰と西峰の間に三等三角点889.6mがある。西峰が少し高く、その下が広場になっていて、そこまで車道が通じ容易に山頂に立てる。徒歩登山道は北側の高速道路側道脇からあり、松尾城跡、アヤメ池、水波権現を経て東峰に至る。南側斜面には牧場跡を開発した翠波高原があり、春は菜の花、秋はコスモスが咲く。また、展望もよく南に金砂湖、西は二ッ岳まで見渡せる。

## ギャラリー

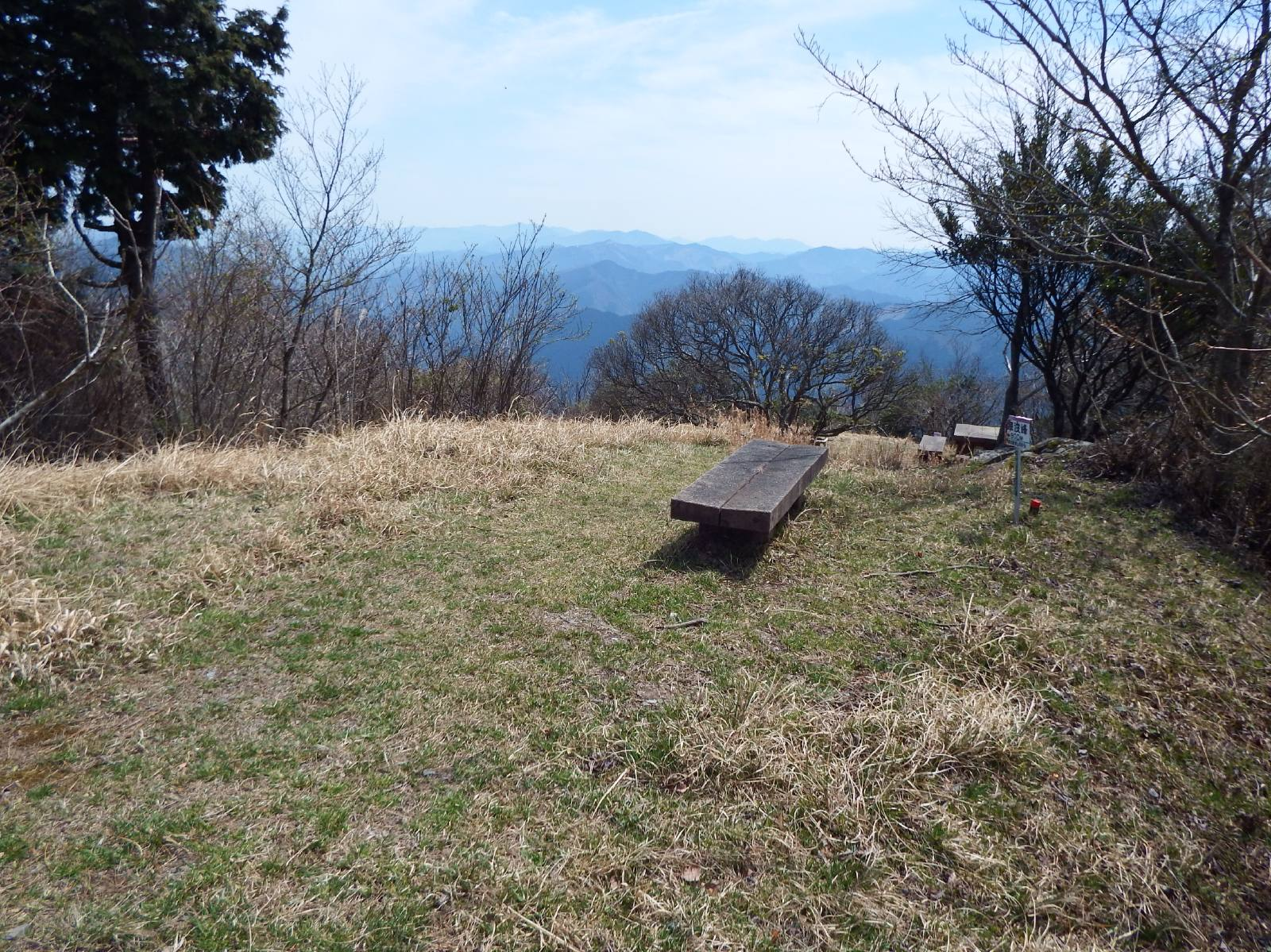
東峰
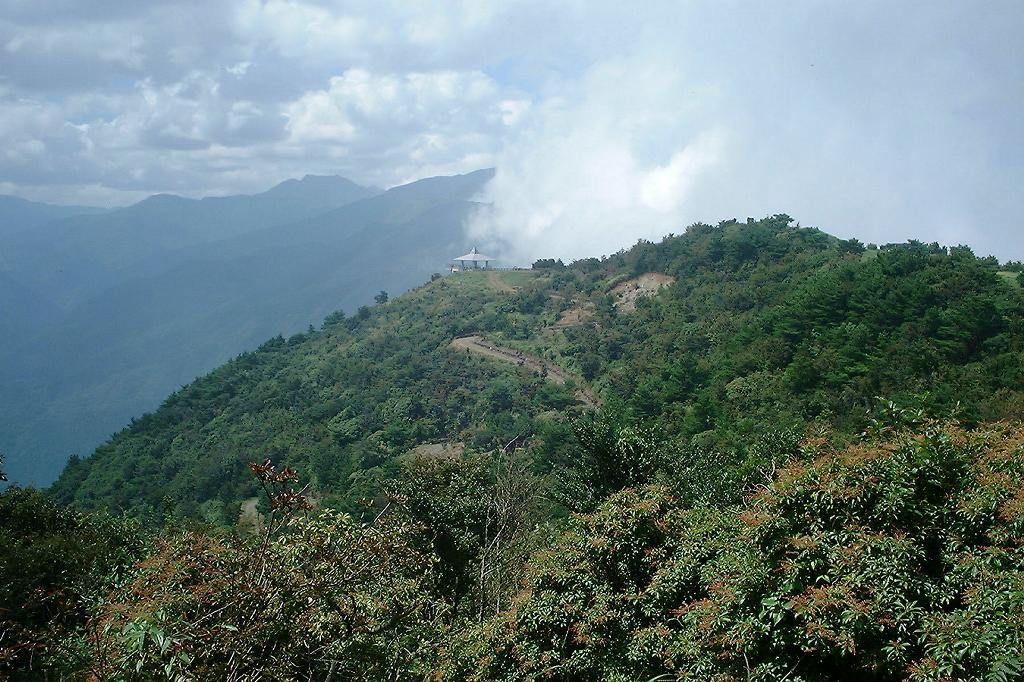
西峰
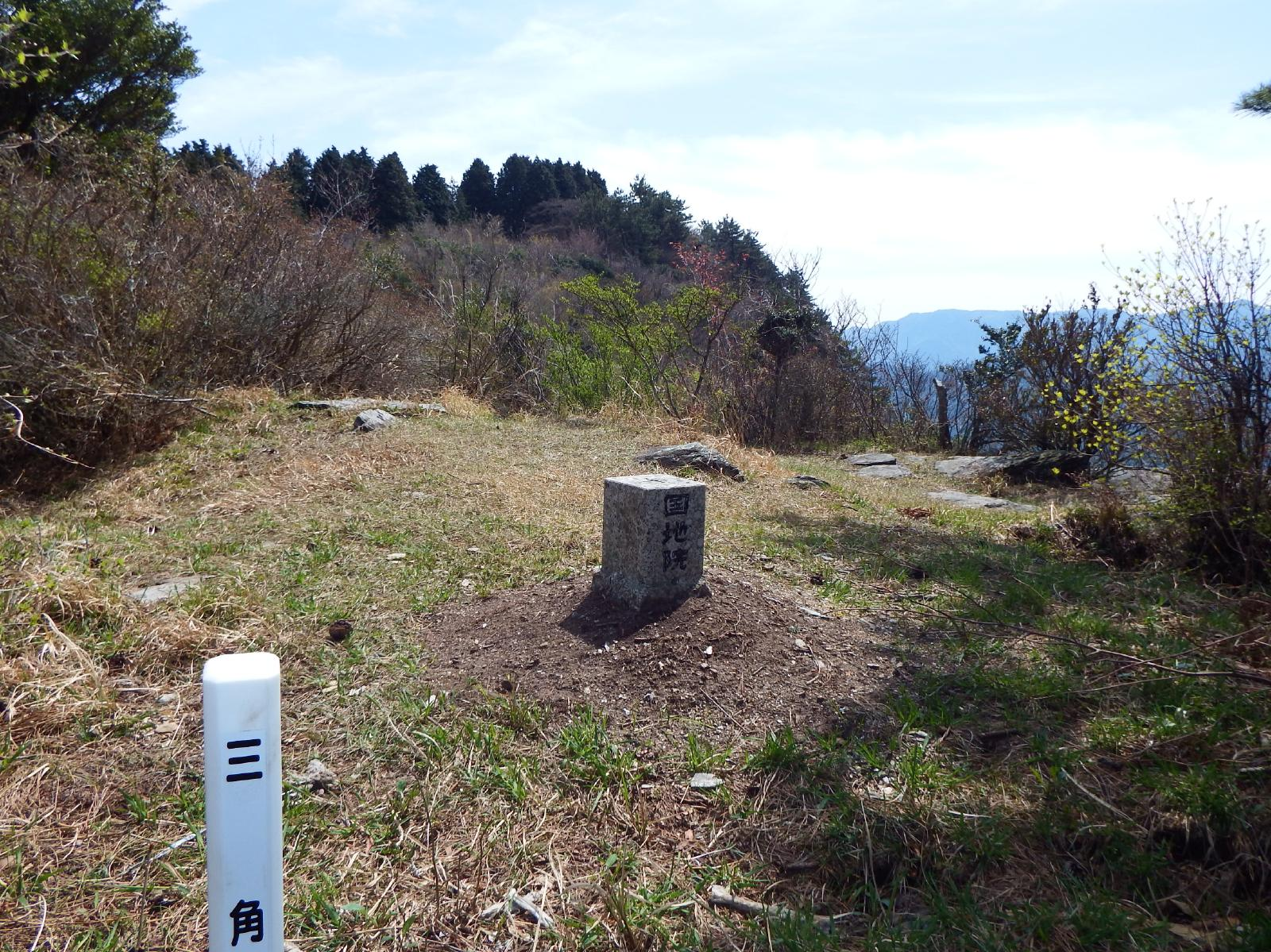
三角点
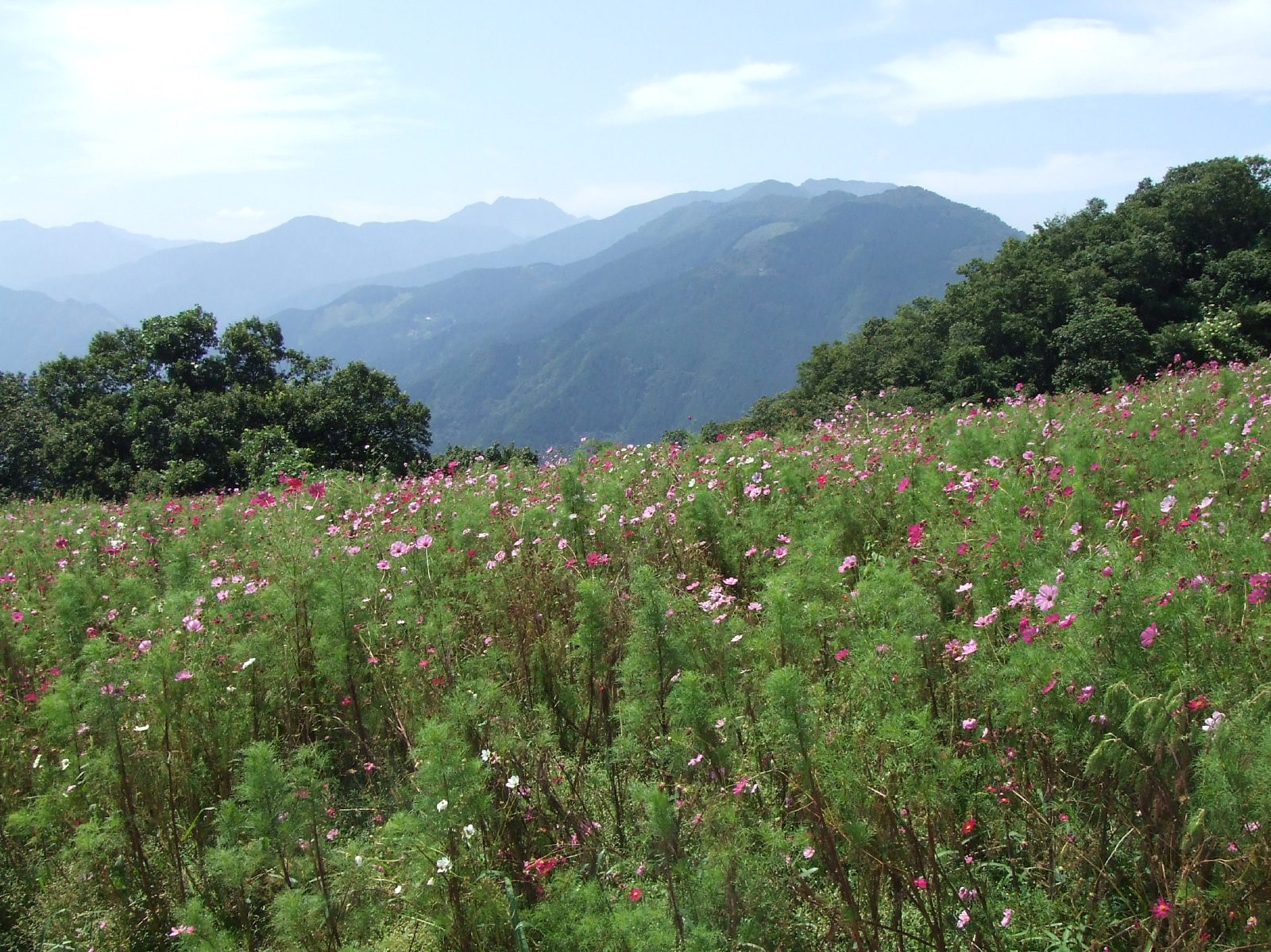
翠波高原